# Organizacja pokojowa Wojska Polskiego II RP
Organizacja pokojowa Wojska Polskiego II RP – pokojowa organizacja Wojska Polskiego II RP w latach 30. XX wieku.

## Naczelne i lokalne władze wojskowe
- Prezydent RP – Najwyższy Zwierzchnik Sił Zbrojnych – przewodniczący Komitetu Obrony Państwa
  - Gabinet Wojskowy Prezydenta RP
- Generalny Inspektorat Sił Zbrojnych
  - Sztab Główny
- Ministerstwo Spraw Wojskowych
- Komitet Obrony Rzeczypospolitej

### Sztab Główny
- Szef Sztabu Głównego
  - I zastępca Szefa SG
  - II zastępca Szefa SG (od 1939)
  - Sekretariat Komitetu Obrony Rzeczypospolitej (od 1936)
    - Oddział I Organizacyjno-Mobilizacyjny
    - Oddział II Wywiadu i Kontrwywiadu
    - Oddziału III Szkoleniowo-Operacyjny
    - Oddział IV Kwatermistrzowski
    - Szefostwo Komunikacji Wojskowych
    - Inspektorat Saperów
    - Sztab Lotniczy (od 1937)
    - Wojskowy Instytut Geograficzny
    - Samodzielny Referat Personalny Oficerów Dyplomowanych

  - Placówki Zagraniczne (attaché wojskowi):
Belgrad, Berlin, Bukareszt, Helsinki, Moskwa, Paryż, Praga, Ryga, Tokio;
  - Delegaci Sztabu Głównego przy Okręgowych Dyrekcjach Kolei Państwowych:
Bydgoszcz, Gdańsk, Katowice, Kraków, Lwów, Poznań, Radom, Stanisławów, Warszawa, Wilno;
  - Delegaci Sztabu Generalnego przy Okręgowych Dyrekcjach Robót Publicznych i Dróg Wodnych:
Białystok, Kraków, Lublin, Łódź, Toruń, Warszawa, Wilno.

### Ministerstwo Spraw Wojskowych
- Minister Spraw Wojskowych
  - Gabinet Ministra Spraw Wojskowych – Szef Gabinetu
    - Kwatera Główna
    - Wydział Ogólny
    - Wydział Prawny
    - Samodzielny Referat Duszpasterstwa Wojskowego
    - Samodzielny Referat Osad Żołnierskich

  - Biuro Personalne
  - Korpus Kontrolerów
  - Kuria Biskupia
  - Biuro Wyznań Niekatolickich
  - Kierownictwo Marynarki Wojennej
  - Naczelna Prokuratura Wojskowa
  - dowódcy okręgów korpusów
  - komendanci szkół centralnych
  - kierownicy zakładów centralnych
  - Państwowy Urząd Wychowania Fizycznego i Przysposobienia Wojskowego
  - Korpus Ochrony Pogranicza
- I Wiceminister Spraw Wojskowych – Zastępca
  - Biuro Ogólnoorganizacyjne (od 15 grudnia 1934 – Departament Dowodzenia Ogólnego)
  - Departamenty:
    - Piechoty
    - Kawalerii
    - Artylerii
    - Aeronautyki (od 1 sierpnia 1936 – Dowództwo Lotnictwa)
    - Uzupełnień

  - Dowództwo Żandarmerii
  - Szefostwa
    - Saperów (od 1 grudnia 1934 – Dowództwo Saperów)
    - Broni Pancernej (od 1 grudnia 1934 – Dowództwo Broni Pancernych)
    - Łączności (od 1 grudnia 1934 – Dowództwo Łączności)

  - Wojskowy Instytut Naukowo-Wydawniczy (od 8 listopada 1934 – Wojskowy Instytut Naukowo-Oświatowy)
- II Wiceminister Spraw Wojskowych – Szef Administracji Armii
  - I Zastępca Szefa Administracji Armii
  - Biuro Ogólnoadministracyjne (od 1 sierpnia 1936 – Biuro Administracji Armii) – szef Biura – II zastępca Szefa Administracji Armii
  - Biuro Kontroli (od 1934 – Biuro Budżetowe)
  - Departamenty:
    - Uzbrojenia
    - Zaopatrzenia Inżynierii (od 26 maja 1933 – Departament Techniczny, rozwiązany 30 października 1934)
    - Budownictwa
    - Intendentury
    - Zdrowia
    - Sprawiedliwości
    - Przemysłu Wojennego (przemianowany na Biuro Przemysłu Wojennego)

  - Dowództwo Taborów i Szefostwo Remontu Koni (od 20 grudnia 1934)
  - Wojskowy Zakład Remontu Koni
  - Wojskowy Instytut Gazowy

### Samodzielne Wydziały Wojskowe
Samodzielne Wydziały Wojskowe w Ministerstwach:
- Spraw Wewnętrznych
- Poczt i Telegrafów
- Przemysłu i Handlu
- Robót Publicznych
- Komunikacji
- Rolnictwa i Dóbr Państwowych

### Komendy garnizonów
- Komendy Miast:
Brześć n. Bugiem, Grodno, Kraków, Lublin, Lwów, Łódź, Poznań, Przemyśl, Toruń, Warszawa, Wilno;
- Komendy Obozów Ćwiczeń:
Barycz, Biedrusko, Brześć n. Bugiem, Czerwony Bór, Dęba, Grupa, Leśna, Pohulanka, Powursk, Raducz, Rembertów, Toruń;
- Komendy Placu:
Baranowicze, Biała Podlaska, Białystok, Bielsko, Bydgoszcz, Chełm, Chełmno, Częstochowa, Dęblin, Gdynia, Gniezno, Grudziądz, Inowrocław, Jabłonna, Jarosław, Kalisz, Katowice, Kielce, Leszno, Lida, Modlin, Nowa Wilejka, Osowiec, Ostrów Mazowiecka, Płock, Prużana, Równe, Rzeszów, Siedlce, Skierniewice, Słonim, Stanisławów, Stryj, Suwałki, Tarnopol, Tarnowskie Góry, Tarnów, Włodzimierz Wołyński, Zakopane, Zamość, Zegrze, Złoczów;
- Władze Uzupełnień i Remontu:
  - Powiatowe Komendy Uzupełnień (PKU) – 125 na terenie całego kraju
  - Rejonowe Inspektoraty Koni – 55 na terenie całego kraju

## Szkoły wojskowe
- Centrum Wyższych Studiów Wojskowych – Warszawa
- Wyższa Szkoła Wojenna – Warszawa
- Szkoła Podchorążych Piechoty – Ostrów Mazowiecka
- Szkoła Podchorążych Rezerwy Piechoty – Zambrów
- Wołyńska Szkoła Podchorążych Rezerwy Artylerii – Włodzimierz Wołyński
- Mazowiecka Szkoła Podchorążych Rezerwy Artylerii – Zambrów
- Szkoła Podchorążych dla Podoficerów – Bydgoszcz
- Dywizyjne Szkoły Podchorążych Rezerwy Piechoty
- Korpus Kadetów:

| KK nr 1 – Lwów | KK nr 2 – Chełmno | KK nr 3 – Rawicz |

- Szkoła Podoficerów Piechoty dla Małoletnich:

| SPPdM nr 1 – Konin | SPPdM nr 2 – Grudziądz |

- Centrum Wyszkolenia:

| CW Piechoty Rembertów        | CW Kawalerii Grudziądz       | CW Artylerii Toruń                 | CW Artylerii Przeciwlotniczej (*) Warszawa |
| CW Broni Pancernych Warszawa | CW Oficerów Lotnictwa Dęblin | CW Podoficerów Lotnictwa Bydgoszcz | CW Saperów Modlin                          |
| CW Łączności Zegrze          | CW Żandarmerii Grudziądz     | CW Sanitarnego Warszawa            |                                            |

(*) W 1938, po przeniesieniu do Brześcia n. Bugiem (Trauguttowo) i połączeniu ze Szkołą Gazową, przemianowano na Centrum Wyszkolenia Obrony Przeciwlotniczej i Przeciwgazowej.
- Szkoła Podchorążych Inżynierii – Warszawa
- Lotnicza Szkoła Strzelania i Bombardowania – Grudziądz
- Szkoła Uzbrojenia – Warszawa
- Szkoła Gazowa – Warszawa
- Szkoła Podoficerów Zawodowych Służby Weterynaryjnej – Warszawa
  - Centralny Kurs Majstrów Podkuwaczy
- Wojskowa Pracownia Weterynaryjna – Warszawa
- Centralny Instytut Wychowania Fizycznego – Warszawa

## Bronie główne

### Kawaleria
W górnym wierszu nomenklatura przed 1937 r. W skład każdej Brygady Kawalerii wchodziły 3 lub 4 pułki jazdy (szwoleżerów, ułanów lub strzelców konnych), dywizjon artylerii konnej, dywizjon pancerny, szwadron kolarzy, szwadron pionierów, szwadron łączności, bateria artylerii p-lot, służby i tabory.

### Artyleria
(*) Od 1938 – Grupa Artylerii Przeciwlotniczej, a od 1939 – 1 Grupa Artylerii Przeciwlotniczej.
3 dap – Wilno

## Bronie techniczne

### Saperzy
- Brygady saperów:

| 1 Brygada Saperów – Modlin | 2 Brygada Saperów – Warszawa |
| 3 Brygada Saperów – Poznań | 4 Brygada Saperów – Kraków   |

- pułki i bataliony saperów:

| 1 Batalion Saperów Legionów – Modlin  | 2 Pułk Saperów – Puławy                  | 3 Batalion Saperów – Wilno             |
| 4 Pułk Saperów – Przemyśl             | 5 Batalion Saperów – Kraków              | 6 Batalion Saperów – Brześć n. Bugiem  |
| 7 Batalion Saperów VM5 – Poznań       | 8 Batalion Saperów – Toruń               | Batalion Mostowy – Modlin-Kazuń        |
| 1 Batalion Mostów Kolejowych – Kraków | 2 Batalion Mostów Kolejowych – Legionowo | Batalion Elektrotechniczny – Nowy Dwór |
| Batalion Silnikowy – Modlin           |                                          |                                        |

### Łączność
- Dowództwo Wojsk Łączności Ministerstwa Spraw Wojskowych w Warszawie[1]
- Szefostwo Łączności Sztabu Głównego w Warszawie[2]
- Biuro Wojskowe Ministerstwa Poczt i Telegrafów[3]
- Wydział Wojskowy Państwowego Instytutu Telekomunikacyjnego[3]
- Centrum Wyszkolenia Łączności w Zegrzu[4]
- Biuro Badań Technicznych Łączności w Warszawie[5]
- Kierownictwo Zaopatrzenia Wojsk Łączności w Warszawie[6]

W maju 1939, w ramach przeprowadzonej reorganizacji dowództw okręgów korpusów, utworzono w ich składzie szefostwa łączności.

- Szefostwo Łączności Dowództwa Okręgu Korpusu Nr I w Warszawie
- Szefostwo Łączności Dowództwa Okręgu Korpusu Nr II w Lublinie
- Szefostwo Łączności Dowództwa Okręgu Korpusu Nr III w Grodnie
- Szefostwo Łączności Dowództwa Okręgu Korpusu Nr IV w Łodzi
- Szefostwo Łączności Dowództwa Okręgu Korpusu Nr V w Krakowie
- Szefostwo Łączności Dowództwa Okręgu Korpusu Nr VI we Lwowie
- Szefostwo Łączności Dowództwa Okręgu Korpusu Nr VII w Poznaniu
- Szefostwo Łączności Dowództwa Okręgu Korpusu Nr VIII w Toruniu
- Szefostwo Łączności Dowództwa Okręgu Korpusu Nr IX w Brześciu nad Bugiem
- Szefostwo Łączności Dowództwa Okręgu Korpusu Nr X w Przemyślu

Jednostki łączności w marcu 1939
- 1 Grupa Łączności
- 2 Grupa Łączności
- Pułk Radiotelegraficzny w Warszawie
  - 1 Batalion Radiotelegraficzny
  - Kadra kompanii szkolnej 1 Batalionu Radiotelegraficznego
  - 2 Batalion Radiotelegraficzny
  - 3 Batalion Radiotelegraficzny

- Stacja Radiotelegraficzna Nr 1 w Warszawie
- Stacja Radiotelegraficzna Nr 2 w Wilnie
- Stacja Radiotelegraficzna Nr 3 w Krzesławicach k. Krakowa
- Stacja Radiotelegraficzna Nr 4 w Poznaniu
- Stacja Radiotelegraficzna Nr 5 w Stargardzie
- Stacja Radiotelegraficzna Nr 6 w Równem
- Stacja Radiotelegraficzna Nr 7 w Stanisławowie

- 1 Batalion Telegraficzny w Zegrzu (manewrowy CWŁączn.)
- Kadra 2 Batalionu Telegraficznego w Krasnymstawie
- Kadra 3 Batalionu Telegraficznego w Grodnie
- Kadra 4 batalionu telegraficznego w Brześciu nad Bugiem
- 5 Batalion Telegraficzny w Krakowie
- 6 Batalion Telegraficzny w Jarosławiu
- 7 Batalion Telegraficzny w Poznaniu
- Kadra 8 Batalionu Telegraficznego w Toruniu

- Kadra kompanii szkolnej 2 Batalionu Radiotelegraficznego w Krakowie
- Kadra kompanii szkolnej 3 Batalionu Radiotelegraficznego w Przemyślu

- kompania łączności 1 Dywizji Piechoty Legionów w Wilnie
- kompania łączności 2 Dywizji Piechoty Legionów w Kielcach
- kompania łączności 3 Dywizji Piechoty Legionów w Zamościu
- kompania łączności 4 Dywizji Piechoty w Toruniu
- kompania łączności 5 Dywizji Piechoty we Lwowie
- kompania łączności 6 Dywizji Piechoty w Krakowie
- kompania łączności 7 Dywizji Piechoty w Częstochowie
- kompania łączności 8 Dywizji Piechoty w Modlinie
- kompania łączności 9 Dywizji Piechoty w Brześciu nad Bugiem
- kompania łączności 10 Dywizji Piechoty w Łodzi
- kompania łączności 11 Dywizji Piechoty w Stanisławowie
- kompania łączności 12 Dywizji Piechoty w Tarnopolu
- kompania łączności 13 Dywizji Piechoty w Równem
- kompania łączności 14 Dywizji Piechoty w Poznaniu
- kompania łączności 15 Dywizji Piechoty w Bydgoszczy
- kompania łączności 16 Dywizji Piechoty w Grudziądzu
- kompania łączności 17 Dywizji Piechoty w Gnieźnie
- kompania łączności 18 Dywizji Piechoty w Łomży
- kompania łączności 19 Dywizji Piechoty w Mołodecznie
- kompania łączności 20 Dywizji Piechoty w Baranowiczach
- kompania łączności 21 Dywizji Piechoty w Cieszynie
- kompania łączności 22 Dywizji Piechoty w Przemyślu
- kompania łączności 23 Dywizji Piechoty w Katowicach
- kompania łączności 24 Dywizji Piechoty w Jarosławiu
- kompania łączności 25 Dywizji Piechoty w Kaliszu
- kompania łączności 26 Dywizji Piechoty w Skierniewicach
- kompania łączności 27 Dywizji Piechoty w Kowlu
- kompania łączności 28 Dywizji Piechoty w Dęblinie
- kompania łączności 29 Dywizji Piechoty w Grodnie
- kompania łączności 30 Dywizji Piechoty w Brześciu nad Bugiem
- Kompania Łączności Obszaru Warownego „Wilno” w Wilnie

- szwadron łączności Mazowieckiej Brygady Kawalerii w Warszawie
- szwadron łączności Kresowej Brygady Kawalerii w Brodach
- szwadron łączności Wileńskiej Brygady Kawalerii w Wilnie
- szwadron łączności Suwalskiej Brygady Kawalerii w Suwałkach
- szwadron łączności Krakowskiej Brygady Kawalerii w Krakowie
- szwadron łączności Podolskiej Brygady Kawalerii w Stanisławowie
- szwadron łączności Wielkopolskiej Brygady Kawalerii w Poznaniu
- szwadron łączności Podlaskiej Brygady Kawalerii w Białymstoku
- szwadron łączności Nowogródzkiej Brygady Kawalerii w Baranowiczach
- szwadron łączności Pomorskiej Brygady Kawalerii w Bydgoszczy
- szwadron łączności Wołyńskiej Brygady Kawalerii w Równem
- szwadron łączności 10 Brygady Kawalerii w Rzeszowie

## Lotnictwo
- 1 Pułk Lotniczy Warszawa
- 2 Pułk Lotniczy Kraków
- 3 Pułk Lotniczy Poznań
- 4 Pułk Lotniczy Toruń
- 5 Pułk Lotniczy Lida
- 6 Pułk Lotniczy Lwów
- 1 Grupa Lotnicza Warszawa
- 1 Grupa Lotnicza Kraków
- Batalion Lotnictwa Poznań
- 1 Batalion Balonowy Toruń
- 2 Batalion Balonowy Jabłonna

## Obrona przeciwlotnicza
- Grupy artylerii przeciwlotniczej:

| 1 GAPlot Warszawa | 2 GAPlot Warszawa |

- Jednostki artylerii przeciwlotniczej:

| 1 paplot Warszawa         | 2 daplot Grodno  | 3 daplot Wilno     | 4 daplot Kutno(*) |
| 5 daplot Kraków           | 6 daplot Lwów    | 7 daplot Poznań    | 8 daplot Toruń    |
| 9 daplot Brześć n. Bugiem | 11 daplot Dęblin | 12 daplot Kowel(*) | 13 baplot Równe   |
| 15 daplot Katowice        | 1 mdaplot Gdynia | 2 mdaplot Hel      |                   |

(*) Formowania dywizjonów zaprzestano 1 września 1939

## Bronie pomocnicze

### Tabory
Kierownictwo Zaopatrzenia Taborów – Warszawa

## Służby

### Służba sprawiedliwości
- Doradca prawny Dowództwa Floty
- Doradca prawny Korpusu Ochrony Pogranicza

- Najwyższy Sąd Wojskowy Warszawa
- Prokurator przy NSW

- na terenie Okręgu Korpusu nr 1
  - Wojskowy Sąd Okręgowy Nr I (Warszawa)
  - Prokuratura przy Wojskowym Sądzie Okręgowym I (Warszawa)
  - Wojskowe Sądy Rejonowe: Łomża, Modlin, Warszawa
- na terenie Okręgu Korpusu nr 2
  - Wojskowy Sąd Okręgowy Nr II (Lublin)
  - Prokuratura przy Wojskowym Sądzie Okręgowym II (Lublin)
  - Wojskowe Sądy Rejonowe: Kowel, Lublin z siedzibą w Zamościu, Równe
- na terenie Okręgu Korpusu nr 3
  - Wojskowy Sąd Okręgowy Nr III (Grodno)
  - Prokuratura przy Wojskowym Sądzie Okręgowym III (Grodno)
  - Wojskowe Sądy Rejonowe: Grodno, Lida, Wilno
- na terenie Okręgu Korpusu nr 4
  - Wojskowy Sąd Okręgowy Nr IV (Łódź)
  - Prokuratura przy Wojskowym Sądzie Okręgowym IV (Łódź)
  - Wojskowe Sądy Rejonowe: Częstochowa, Łódź, Skierniewice z siedzibą w Kutnie
- na terenie Okręgu Korpusu nr 5
  - Wojskowy Sąd Okręgowy Nr V (Kraków)
  - Prokuratura przy Wojskowym Sądzie Okręgowym V (Kraków)
  - Wojskowe Sądy Rejonowe: Biała-Bielsko, Katowice, Kraków
- na terenie Okręgu Korpusu nr 6
  - Wojskowy Sąd Okręgowy Nr VI (Lwów)
  - Prokuratura przy Wojskowym Sądzie Okręgowym VI (Lwów)
  - Wojskowe Sądy Rejonowe: Lwów, Stanisławów, Tarnopol
- na terenie Okręgu Korpusu nr 7
  - Wojskowy Sąd Okręgowy Nr VII (Poznań)
  - Prokuratura przy Wojskowym Sądzie Okręgowym VII (Poznań)
  - Wojskowe Sądy Rejonowe: Gniezno, Kalisz, Poznań
- na terenie Okręgu Korpusu nr 8
  - Wojskowy Sąd Okręgowy Nr VIII (Toruń)
  - Prokuratura przy Wojskowym Sądzie Okręgowym VIII (Toruń)
  - Wojskowe Sądy Rejonowe: Bydgoszcz, Grudziądz, Toruń
- na terenie Okręgu Korpusu nr 9
  - Wojskowy Sąd Okręgowy Nr IX (Brześć n. Bugiem)
  - Prokuratura przy Wojskowym Sądzie Okręgowym IX (Brześć n. Bugiem)
  - Wojskowe Sądy Rejonowe: Brześć nad Bugiem, Siedlce, Słonim
- na terenie Okręgu Korpusu nr 10
  - Wojskowy Sąd Okręgowy Nr X (Przemyśl)
  - Prokuratura przy Wojskowym Sądzie Okręgowym X (Przemyśl)
  - Wojskowe Sądy Rejonowe: Jarosław z siedzibą w Rzeszowie, Kielce, Przemyśl

- Wojskowe Więzienia Śledcze: Warszawa nr 1, Lublin nr 2, Wilno nr 3, Łódź nr 4, Kraków nr 5, Lwów nr 6, Poznań nr 7, Grudziądz nr 8, Brześć n. B nr 9. Przemyśl nr 10

- Wojskowe Więzienia Karne: Stanisławów, Wiśnicz, Warszawa

### Służba duszpasterska
- Wyznanie rzymskokatolickie i greckokatolickie:
  - Polowa Kuria Biskupia,
  - Dziekani Okręgów Korpusów,
  - Administratorzy Parafii Wojskowych;
    - obrządku rzymskokatolickiego:
Baranowicze, Biała Podlaska, Białystok, Bielsko, Brześć n. B, Bydgoszcz, Chełm, Chełmno, Cieszyn, Częstochowa, Dęblin, Dębno, Gdynia, Gniezno, Grodno, Grudziądz, Inowrocław, Jarosław, Kalisz, Katowice, Kielce, Kobry, Kowel, Kraków, Krzemieniec, Leszno, Lida, Lublin, Lubliniec, Lwów, Łomża, Łowicz, Łódź, Łuck, Mińsk Mazowiecki, Nowowilejka, Nowy Sącz, Osowiec, Ostrów Mazowiecka, Ostrów Wlkp, Pińsk, Płock, Poznań, Prażan, Przemyśl, Radom, Równe, Rzeszów, Sanok, Siedlce, Skierniewice, Słonim, Stanisławów, Stargard, Stryj, Suwałki, Tarnopol, Tarnów, Toruń, W-wa Cytadela, W-wa ul. Długa, W-wa Łazienki, W-wa Praga, Wilno, Włocławek, Włodzimierz Woł., Wołkowysk, Zamość, Zegrze, Złoczów;
    - obrządku greckokatolickiego:
Jarosław, Kraków, Lwów, Łódź, Poznań, Przemyśl, Stanisławów, Warszawa;
- wyznania niekatolickie:
  - Biuro Wyznań Niekatolickich:
    - Szef Biura,
    - Szef Głównego Urzędu Duszpasterskiego Wyznania:
      - Prawosławnego,
      - Ewangelicko-Augsburskiego,
      - Ewangelicko-Reformowanego,
      - Mojżeszowego;

  - Wyznanie prawosławne:
    - Dziekan wyznania prawosławnego Okręgów Korpusów,
    - Prawosławni kapelani rejonowi: Brześć n. B, Katowice, Toruń, Warszawa;

  - Wyznanie ewangelicko-augsburskie:
proboszcze przy OK.: III, V, VI, VII, IX;
  - Wyznanie ewangelicko-reformowane:
proboszcz przy OK. VIII;
  - Wyznanie mojżeszowe:
rabini przy OK.: I, II, III, V, IX.

### Służba poborowa
- referat uzupełnień DOK nr I w Warszawie
- referat uzupełnień DOK nr II w Lublinie
- referat uzupełnień DOK nr III w Grodnie
- referat uzupełnień DOK nr IV w Łodzi
- referat uzupełnień DOK nr V w Krakowie
- referat uzupełnień DOK nr VI we Lwowie
- referat uzupełnień DOK nr VII w Poznaniu
- referat uzupełnień DOK nr VIII w Toruniu
- referat uzupełnień DOK nr IX w Brześci n. Bugiem
- referat uzupełnień DOK nr X w Przemyślu

### Służba geograficzna
- Wojskowy Instytut Geograficzny

## Marynarka Wojenna
- Kierownictwo: Warszawa
  - Szef Kierownictwa
  - Szef Sztabu
  - Szef Służby Technicznej
  - Kadra Broni i Służb armii lądowej
  - Komisja Nadzorcza Budowy Nowych Okrętów
  - Kierownictwo Administracji Pieniężnej
- Główna Składnica Marynarki Wojennej – Modlin
- Dowództwo Floty i Pododdziały: Gdynia
  - Dowódca Floty
  - Szef Sztabu
  - Komendant Portu Wojennego
  - Dowódca Dywizjonu Minowców
  - Dowódca Dywizjony Szkolnego
  - Kadra Broni i Służb Armii Lądowej
- Morski Dywizjon Lotniczy – Puck
- Dowództwo Flotylli Rzecznej: Pińsk
  - Dowódca Flotylli
  - Kadra Broni i Służb Armii Lądowej

## Korpus Ochrony Pogranicza
- Dowództwo:
  - Dowódca
  - Zastępca Dowódcy
  - Szef Sztabu

- Brygady: Grodno * Nowogródek * Podole * Polesie * Wilno * Wołyń

- Pułki piechoty: 1 * 2 * 3 * 1 Karpaty * 2 Karpaty * Czortków (Podole) * Głębokie * Sarny * Snów (Baranowicze) * Wilejka * Wilno * Wołożyn * Zdołbunów (Równe)

- Pułki kawalerii: 1

## Instytucje i zakłady wojskowe
- Wojskowe Biuro Historyczne – Warszawa
- Wojskowy Instytut Naukowo-Wydawniczy – Warszawa
- Archiwum Wojskowe – Warszawa
- Centralna Biblioteka Wojskowa – Warszawa
- Muzeum Wojska – Warszawa
- Wojskowy Zakład Zaopatrzenia Aeronautyki – Warszawa
- Instytut Badań Technicznych Lotnictwa – Warszawa
- Główna Wojskowa Stacja Meteorologiczna – Warszawa
- Wojskowa Wytwórnia Balonowa – Jabłonna
- Centrum Badań Lekarsko Lotniczych – Warszawa